# Maria Antonietta Macciocchi
Maria Antonietta Macciocchi (ur. 23 lipca 1922 w Isola del Liri, zm. 15 kwietnia 2007 w Rzymie) – włoska polityk, dziennikarka, pisarka i politolog, deputowana krajowa, poseł do Parlamentu Europejskiego I kadencji.

## Życiorys
Od 1942 działała w opozycji antyfaszystowskiej, w tym uczestniczyła w akcjach propagandowych. Wstąpiła wówczas do Włoskiej Partii Komunistycznej i zajmowała się rekrutacją. W 1945 ukończyła studia z literatury i filozofii na Uniwersytecie Rzymskim „La Sapienza”. Od 1950 do 1956 była redaktor naczelną „Noi Donne”, organu prasowego organizacji feministycznej Unione donne italiane, następnie do 1961 kierowała powiązanym z komunistami tygodnikiem „Vie nuove”. Od 1961 działała jako korespondentka dziennika „l’Unità” m.in. w Paryżu, Brukseli i Algierze, przeprowadzała także wywiady z politykami z różnych państw. Opublikowała ponadto kilkanaście książek, poświęcono jej jedną biografię.
W 1968 wybrana do Izby Deputowanych V kadencji, w trakcie kadencji popadła w rosnący konflikt z władzami PCI. W tym okresie zaczęła przejawiać sympatie antystalinowskie maoistowskie, co usytuowało ją na marginesie partii, w 1972 przeniosła się do Paryża, gdzie została istotną postacią miejscowego życia kulturalnego, współpracując m.in. z Louisem Althusserem. Rozpoczęła wykładanie na Université de Paris VIII Vincennes Saint Deni, w 1977 uzyskała doktorat z politologii. W 1979 związała się z Partią Radykalną, w tym roku została wybrana ponownie do krajowej legislatywy (w styczniu 1980 zrezygnowała z mandatu). We wrześniu tegoż roku zasiadła Parlamencie Europejskim w miejsce Leonardo Sciascii. W PE początkowo przystąpiła do Technicznej Grupy Niezależnych, a od 1982 do frakcji socjalistycznej. Po zakończeniu kadencji powróciła do kariery publicystycznej, skupiając się zwłaszcza na pisaniu książek. Wzbudziła pewne zaskoczenie, publikując książkę przychylną Janowi Pawłowi II i zbliżając się do katolicyzmu. W 1994 kandydowała do Europarlamentu z ramienia Patto Segni.
Była związana z dziennikarzem Pietro Amendolą (bratem Giorgia), z którym miała córkę.

## Odznaczenia
Odznaczona Legią Honorową V klasy (1992).